# Lijst van Spaanse kazen
Op deze lijst van Spaanse kazen staat een groot deel van de meer dan honderd Spaanse kazen. De vermelding D.O.P. verwijst naar de beschermde oorsprongsbenaming (Spaans: Denominación de origen protegida).

## A
- Afuega'l pitu D.O.P.
- Áliva
- Almogrote
- l'Alt Urgell y la Cerdanya D.O.P.
- Arzúa-Ulloa

## B
- Benabarre
- Los Beyos
- Biescas
- queso blanquet
- Brez
- El Burgo
- Burgos

## C
- Cabanillas
- Cabrales D.O.P.
- queso nata de Cantabria D.O.P.
- torta del Casar D.O.P.
- Casín
- queso de cassoleta
- Castellano
- Cebreiro voor D.O.P. voorgedragen
- Cerrato
- Chistabín

## E
- Echo y Ansó

## F
- Flor de Guía of Guía D.O.P.

## G
- Gamonedo
- La Garrotxa
- La Gomera
- Grazalema
- Guía of Flor de Guía D.O.P.

## H
- Herreño

## I
- Los Ibores
- Idiazábal D.O.

## L
- Lanzarote
- Lesaca
- Llenguat
- quesucos de Liébana D.O.P.

## M
- Mahón-Menorca D.O.P.
- Majorero D.O.P.
- Manchego D.O.P.
- Mató
- Murcia al Vino D.O.P.

## N
- La Nucía

## O
- Oropesa

## P
- Pallars Sobirá
- Palmero D.O.P.
- Pañoleta
- Patamulo
- Pedroches
- Peñamellera
- La Peral
- Picon azul, een blauwschimmelkaas
- torta de Potes

## R
- Radiquero
- Ribaforada
- Roncal D.O.P.

## S
- Sahún
- La Serena D.O.P. of torta de La Serena
- Serrat
- queso de servilleta
- San Simón da Costa voor D.O.P. voorgedragen

## T
- queso de tetilla D.O.P.
- Tiétar
- Torró de fromatge
- Tou dels Till-lers
- Tronchón
- Tupí

## U
- Urbasa
- Urbiés

## V
- Valdeón

## Z
- Zamorano D.O.P.
- quesitos de Zuheros